# Reynold Kipkorir Cheruiyot
Reynold Kipkorir Cheruiyot (* 30. Juli 2004 im Bomet District) ist ein kenianischer Leichtathlet, der in Mittelstrecken- und Crossläufen an den Start geht.

## Leben
Reynold Kipkorir Cheruiyot wurde im südwestlich in Kenia gelegenen Bomet District geboren. Seine Eltern sind beide ehemalige Athleten, die allerdings nie einen Wettkampf außerhalb ihres Heimatlandes bestreiten konnten. Er bezeichnet den nicht mit ihm verwandten Timothy Cheruiyot, der wie er aus dem Bomet County stammt, als eines seiner sportlichen Vorbilder.

## Sportliche Laufbahn
Cheruiyot bestritt 2021 seinen ersten Wettkampf auf nationaler Ebene. Dabei belegte er den fünften Platz über 5000 Meter beim Kip Keino Classic. 2022 trat er im Frühjahr beim Agnes Tirop Cross Country im Crosslauf über 10 km an. Dort belegte er den 26. Platz. Ende Juni lief er die 1500 Meter in 3:34,77 min und qualifizierte sich damit für die U20-Weltmeisterschaften in Cali. Zunächst zog er als Sieger seines Vorlaufes in das Finale ein. Darin setzte er sich in 3:35,83 min gegen die Konkurrenz durch und krönte sich zum Juniorenweltmeister. 2023 trat Cheruiyot im Februar bei den Crosslauf-Weltmeisterschaften im australischen Bathurst an. Dort konnte er im Juniorenrennen die Silbermedaille gewinnen. Mit dem kenianischen Team gewann er darüber hinaus Gold in der Teamwertung. Ende April trat er dann bei den U20-Afrikameisterschaften in Sambia an. Dort sicherte er sich mit neuer Bestzeit von 3:33,65 min die Goldmedaille. Mitte Juni lief er im französischen Tomblaine die 1500 Meter in 3:31,60 min. Anfang Juli belegte er bei den nationalen Ausscheidungswettkämpfen für die Weltmeisterschaften im August in Budapest den dritten Platz und sicherte sich damit die Teilnahme bei den Weltmeisterschaften. Eine Woche später lief er beim Diamond-League-Meeting im polnischen Chorzów mit neuer Bestzeit von 3:30,30 min auf den dritten Platz. Im August trat er dann bei den Weltmeisterschaften an. Nach Platz drei in seinem Vorlauf, erreichte er zunächst das Halbfinale und anschließend auch das Finale. Darin blieb er in 3:30,78 min knapp hinter seiner Bestzeit zurück und kam bei seinem WM-Debüt auf den achten Platz.
2024 siegte Cheruiyot bei den kenianischen Ausscheidungswettkämpfen und qualifizierte sich damit für die Olympischen Spiele in Paris. Zunächst erreichte er als Vierter seines Vorlaufes das Halbfinale. Darin schied er allerdings schließlich als Zehnter seines Laufes aus.

## Wichtige Wettbewerbe
| Jahr              | Veranstaltung                 | Ort               | Platz             | Disziplin         | Zeit/Punkte       |
| Startet für Kenia | Startet für Kenia             | Startet für Kenia | Startet für Kenia | Startet für Kenia | Startet für Kenia |
| ----------------- | ----------------------------- | ----------------- | ----------------- | ----------------- | ----------------- |
| 2022              | U20-Weltmeisterschaften       | Cali              | 1.                | 1500 m            | 3:35,83 min       |
| 2023              | Crosslauf-Weltmeisterschaften | Bathurst          | 2.                | U20-Rennen        | 24:30 min         |
| 2023              | Crosslauf-Weltmeisterschaften | Bathurst          | 1.                | Juniorenteam      | 22 Punkte         |
| 2023              | U20-Afrikameisterschaften     | Ndola             | 1.                | 1500 m            | 3:33,65 min       |
| 2023              | Weltmeisterschaften           | Budapest          | 8.                | 1500 m            | 3:30,78 min       |
| 2024              | Olympische Spiele             | Paris             | 22.               | 1500 m            | 3:35,32 min       |

## Persönliche Bestleistungen
Freiluft
- 1500 m: 3:30,30, 16. Juli 2023, Chorzów
- 2000 m: 4:48,14 min, 8. September 2023, Brüssel, (kenianischer Rekord)
- 1 Meile: 3:48,06 min, 16. September 2023, Eugene, (U-20-Weltrekord)
- 3000 m: 7:38,83 min, 11. September 2022, Zagreb
- 5000 m: 13:33,05 min, 4. März 2022, Nairobi

Straße
- 1 Meile: 4:05,91 min, 1. Oktober 2023, Riga
- 5 km: 13:04 min, 19. März 2023, Lille
- 10 km: 28:46 min, 15. Mai 2022, Bengaluru